# 大日本野史
《大日本野史》(日语：／／)是一本日本史书，以紀传记的形式描述了从後小松天皇（明德年間）到仁孝天皇的21位天皇在位期间约420年的历史。由幕末德山藩出身，侍奉有栖川宮的日本古典文学家飯田忠彦所著，于嘉永四年（1851年）完成。全书共291卷，包含本紀21卷、列傳270卷，也被简称为“ 野史 ”或《日本野史》。
德川光国的史书《大日本史》以日本南北朝统一的1392年作為敘事结束的時間點，饭田忠彥想续写大日本史，於是历时30多年才完成。原文是漢文文言文。后来饭田因涉嫌卷入樱田门事件而被逮捕，於1860年自殺以示抗议，目前大日本野史的原本已經遗失，現存版本為1881年其家属出版之版本。1906年山田安荣补订本刊行。
大日本野史對战国大名留下許多紀錄。饭田花了很大的力气書写从应仁之乱到江戶幕府建立之間的过程。然而，由于饭田借鉴了被认为不可靠的史料（例如《陰德太平記》）因此正確性略有不足。该书在编撰过程中抄录史料也有未仔细校勘核对之处，如《野史》在描述万历朝鲜之役的碧蹄馆之战时，称明军兵力为三千人，但后文却又称明军阵亡一万人。

## 内容

### 本紀 (21卷)
- 卷之一　本紀第一　後小松天皇
- 卷之二　本紀第二　称光天皇
- 卷之三　本紀第三　後花園天皇
- 卷之四　本紀第四　後土御門天皇
- 卷之五　本紀第五　後柏原天皇
- 卷之六　本紀第六　後奈良天皇
- 卷之七　本紀第七　正親町天皇
- 卷之八　本紀第八　後陽成天皇
- 卷之九　本紀第九　後水尾天皇
- 卷之十　本紀第十　明正天皇
- 卷之十一　本紀第十一　後光明天皇
- 卷之十二　本紀第十二　後西天皇
- 卷之十三　本紀第十三　靈元天皇
- 卷之十四　本紀第十四　東山天皇
- 卷之十五　本紀第十五　中御門天皇
- 卷之十六　本紀第十六　櫻町天皇
- 卷之十七　本紀第十七　桃園天皇
- 卷之十八　本紀第十八　後櫻町天皇
- 卷之十九　本紀第十九　後桃園天皇
- 卷之二十　本紀第二十　光格天皇
- 卷之二十一　本紀第二十一　仁孝天皇（無內容）

### 列傳　(270卷)
- 后妃傳3卷
- 皇子傳3卷
- 皇女傳1卷
- 皇族傳6卷
- 武將傳30卷（足利將軍家・織田氏・豐臣氏・德川將軍家、第30卷文恭公 (德川家齊)無內容）
- 公族傳16卷（武將傳中4家的旁系）
- 外戚傳2卷（德川將軍家的外戚）
- 文臣傳10卷（京都朝廷的公家）
- 武臣傳158卷（諸大名）
- 儒林傳10卷（儒学者）- 藤原肅・朝山素心・三宅島・南村梅軒等
- 歌人傳1卷 - 頓阿・城了・紀俊長等
- 孝子傳3卷 - 宗運・川井正直・徐德政等
- 義勇傳3卷 - 天野孫七郎・鳥井勝高・清水宗治等
- 貞烈傳3卷
- 方伎傳3卷
- 隐逸傳1卷
- 任侠傳1卷 - 道無・曾呂利新左衛門・前田利大等
- 姦臣傳1卷 - 石田三成
- 叛臣傳1卷 - 九戶政實・天草時貞
- 逆臣傳2卷 - 赤松滿祐・三好義繼・惟任光秀
- 釋氏傳2卷（佛教僧） - 亮禪・天海・澤庵等
- 外国傳10卷 - 明・清・朝鮮・琉球・蝦夷・台灣・安南・占城等